# Emco GmbH
Die Emco GmbH (Eigenschreibweise: EMCO) ist ein Werkzeugmaschinenhersteller mit Sitz in Hallein im Land Salzburg.
Seit dem Jahr 2012 gehört es zur österreichischen Kuhn-Gruppe.

## Geschichte
Im Jahr 1947 gründete Karl Maier einen Handwerksbetrieb, um Drehmaschinen herzustellen. Damals noch unter der Firmierung Maier & Co. legte der Unternehmer Mitte der 1950er Jahre mit den Kleinstdrehmaschinen der Baureihe UNIMAT den Grundstein für die heutigen Werkzeugmaschinen. Nach dem Tod von Karl Maier übernahm Ende der 1970er Jahre sein Sohn Ernst Alexander Maier das Unternehmen und benannte es in Ernst Maier Company – kurz Emco – um.
Bis Anfang der 1990er Jahre wuchs das Unternehmen und etablierte sich als Hersteller von CNC-Industrie- und CNC-Ausbildungsmaschinen, Härteprüfgeräten, Holzbearbeitungsmaschinen sowie Laserschneidgeräten. Die Geschäfte liefen bis zum Jahr 1993 gut. Als die gesamte Werkzeugmaschinenindustrie in eine schwere Krise geriet, kam auch Emco in Schwierigkeiten. Die A-Tec-Industries AG, eine internationale Industrieholding mit Sitz in Wien, übernahm den Hersteller.
2005 übernahm Emco die italienischen Unternehmen Mecof und Famup inklusive der Produktionsstätten. Nach der Insolvenz von A-Tec-Industries AG wurde das Unternehmen 2012 für 37,7 Mio. Euro von der Kuhn Holding gekauft, zu der es bis heute gehört.
Am 1. Juli 2025 gegen 17.20 Uhr zerstörte ein Großbrand Teile der Produktionsstätte in Hallein bei Salzburg. In der Folge wurde für umliegende Gemeinden wegen der starken Rauchentwicklung Zivilschutzalarm ausgelöst. Brandursache war ein technischer Defekt. Die Produktion steht voraussichtlich für zwei Monate still.

## Produkte
Emco entwickelt und fertigt Anlagen für die zerspanende Fertigung. Dazu gehören konventionelle Drehmaschinen und Fräsmaschinen, CNC-Drehzentren und vertikale Bearbeitungszentren sowie komplexe Automationsanlagen und Hochgeschwindigkeits-Fräs-Bohr-Bearbeitungszentren. Zum Einsatz kommen die Anlagen im Formenbau, in der Automobilindustrie oder im allgemeinen Maschinenbau, um beispielsweise großvolumige Bauteile wie Hauptwellen eines Windrads, Hydraulikzylinder für Baumaschinen, Schiffsschrauben oder Bohrköpfe für die Erdölförderung herzustellen.
- Dreh-Fräsmaschinen mit den Hyperturn Powermill Maschinen
- Großserien-Drehzentren der Hyperturn Serie
- Universal-Drehzentren der Maxxturn und Emcoturn Maschinen
- Vertikale Drehzentren
- Hochleistungsfräszentren mit den Portalfräsmaschinen und Fahrständer-Bearbeitungszentren
- Universal-Bearbeitungszentren der Umill- und MMV-Maschinen
- Vertikale Bearbeitungszentren der Maxxmill- und Emcomill-Serie
- Konventionelle Drehmaschinen und Fräsmaschinen und die Concept Maschinen für die Ausbildung[4]

## Standorte
Die Emco ist international tätig, wobei Zuwächse vor allem in Europa und China zu verzeichnen sind. Produktionsstandorte befinden sich in Österreich und Italien. Eigene Vertriebsorganisationen gibt es in den USA, Deutschland, Italien, Tschechien, der Schweiz, Polen, Indien, China und Mexiko.

## Ausbildung
Emco bildet aktuell mehr als 30 gewerbliche und kaufmännische Lehrlinge in fünf Lehrberufen aus. Dazu zählen Mechatroniker, Zerspanungstechniker, Metalltechniker, Industriekaufmann und Betriebslogistikkaufmann. Neben der Erfüllung des klassischen Berufsbilds steht bei den gewerblichen Lehrlingen das Arbeiten an Emco Drehmaschinen und Fräsmaschinen im Mittelpunkt der Ausbildung.
Am Standort in Hallein hat Emco im Jahr 2017 eine Million Euro investiert, um auf 700 Quadratmetern entsprechende Rahmenbedingungen für die theoretische und praktische Ausbildung zu schaffen.
Angeboten werden unter anderem die Lehre mit Matura oder ein Werkmeisterabschluss. Emco ist seit vielen Jahren Kooperationspartner der Skills Austria und der VDW Nachwuchsstiftung.